# Super Bowl XXIX
Super Bowl XXIX był dwudziestym dziewiątym finałem o mistrzostwo NFL w zawodowym futbolu amerykańskim, rozegranym 29 stycznia 1995 roku, na stadionie Joe Robbie Stadium, w Miami, w stanie Floryda.
Mistrz konferencji NFC, drużyna San Francisco 49ers, pokonał mistrza konferencji AFC, drużynę San Diego Chargers, uzyskując wynik 49-26. San Francisco 49ers zostali mistrzami po raz piąty.
Za faworytów spotkania uważana była drużyna z Dallas.
Amerykański hymn państwowy przed meczem wykonała Kathie Lee Gifford. W przerwie w połowie meczu wystąpili: Tony Bennett, Patti LaBelle, Arturo Sandoval oraz Miami Sound Machine.
Tytuł MVP finałów zdobył Steve Young, Quarterback zespołu 49ers.

## Ustawienia początkowe
| San Francisco     | Pozycja | Pozycja | San Diego         |
| ----------------- | ------- | ------- | ----------------- |
| Ofensywa          |         |         |                   |
| John Taylor       | WR      | WR      | Mark Seay         |
| Steve Wallace     | LT      | LT      | Stan Brock        |
| Jesse Sapolu      | LG      | LG      | Isaac Davis       |
| Bart Oates        | C       | C       | Courtney Hall     |
| Derrick Deese     | RG      | RG      | Joe Cocozzo       |
| Harris Barton     | RT      | RT      | Harry Swayne      |
| Brent Jones       | TE      | TE      | Alfred Pupunu     |
| Jerry Rice        | WR      | WR      | Tony Martin       |
| Steve Young       | QB      | QB      | Stan Humphries    |
| Ricky Watters     | RB      | RB      | Natrone Means     |
| William Floyd     | FB      | TE      | Duane Young       |
| Defensywa         |         |         |                   |
| Dennis Brown      | LDE     | LDE     | Chris Mims        |
| Bryant Young      | LDT     | LDT     | Reuben Davis      |
| Dana Stubblefield | RDT     | RDT     | Shawn Lee         |
| Rickey Jackson    | RDE     | RDE     | Leslie O'Neal     |
| Lee Woodall       | LOLB    | LOLB    | David Griggs      |
| Gary Plummer      | MLB     | MLB     | Dennis Gibson     |
| Ken Norton, Jr.   | ROLB    | ROLB    | Junior Seau       |
| Eric Davis        | LCB     | LCB     | Darrien Gordon    |
| Deion Sanders     | RCB     | RCB     | Dwayne Harper     |
| Tim McDonald      | SS      | SS      | Darren Carrington |
| Merton Hanks      | FS      | FS      | Stanley Richard   |